# Leonard Marius Beels
Leonard Marius Beels, heer van Heemstede, Rietwijk en Rietwijkeroord (Haarlem, 22 mei 1825 – Amsterdam, 23 februari 1882) was een van de medeoprichters van het Koninklijk Oudheidkundig Genootschap.

## Biografie
Beels werd geboren als lid van de Nederland's Patriciaatsfamilie Beels en zoon van mr. Marten Adriaan Beels (1790-1859) en Charlotte Christina Gildemeester (1793-1839), lid van de familie Gildemeester. Zijn vader was kapitein van de schutterij en lid van de raad van Haarlem en werd in 1816 door koop eigenaar van de heerlijkheden die de zoon na zijn overlijden erfde. Hij trouwde in 1857 met jkvr. Agnes Henriette van Loon (1829-1902), lid van de familie Van Loon, met wie hij twee kinderen kreeg. In 1877 werd zijn vrouw door erfenis van haar vader eigenaresse van Swaenenburgh. Zelf was hij secretaris van de Duinwatermaatschappij en de Noord- en Zuid-Hollandsche Reddingmaatschappij. Hij werd tevens bekend als medeoprichter van het Koninklijk Oudheidkundig Genootschap en van het Stedelijk Museum Amsterdam.

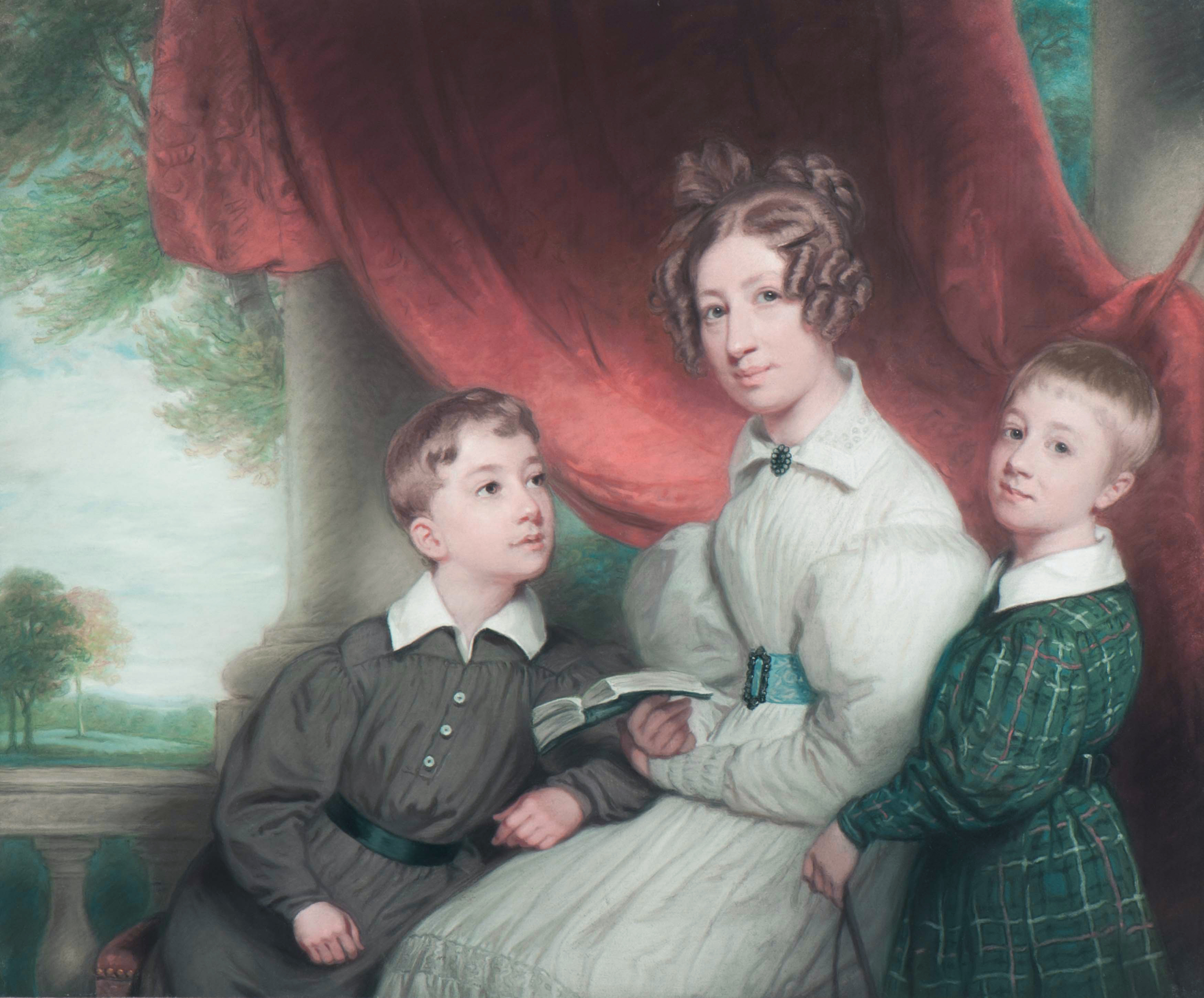
Leonard, links, naast zijn zus Catharina en zijn broer Herman (Charles Howard Hodges, circa 1833/1834)

Rond 1833 tekende Charles Howard Hodges een familieportret met de drie kinderen van zijn ouders waar hij ook op is afgebeeld.